# José Gonzálvez
José Gonzálvez Martínez (Elche, 1837-Zaragoza, 1897) fue un pintor español, que cultivó el retrato.

## Biografía
Nació en 1837 en la localidad alicantina de Elche, hijo de artesanos de posición modesta. Marchó a Madrid, donde fue discípulo de Madrazo. Más adelante se instaló en Zaragoza, hacia 1860, donde comenzó su vida artística y donde vivió casi sin interrupción hasta su muerte. Entre sus cuadros se contaron obras como La ciega de Manzanares, El simulacro de combate naval en Alicante, que se conservaba en el Museo de Artillería, y Las gracias coronando las virtudes.

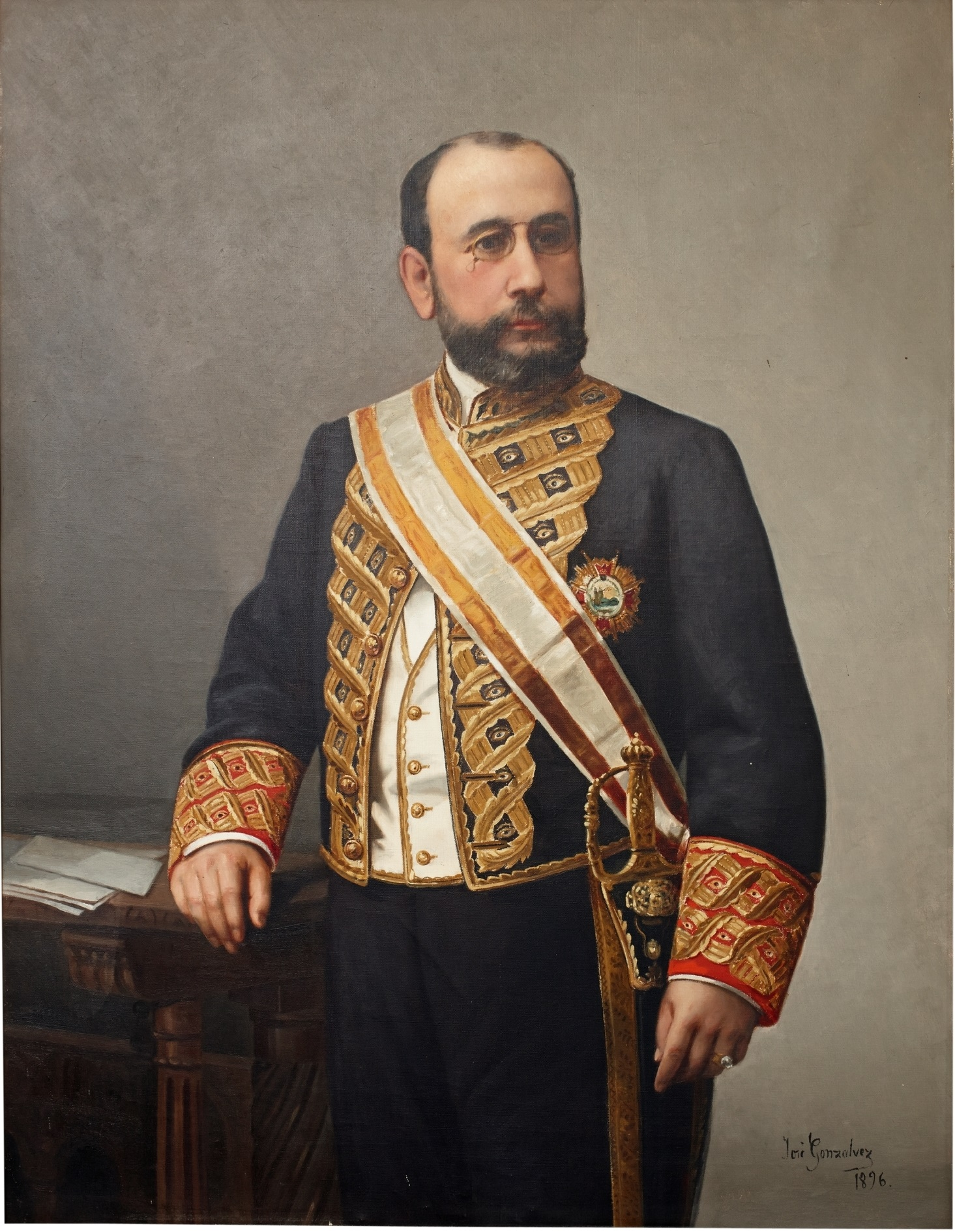
Retrato de Tomás Castellano Villarroya, ministro de Ultramar (Museo del Prado)

Cultivó con especial dedicación el retrato. Retrató varias veces a la reina, además de a políticos como Montero Ríos, Calleja, Navarro Rodrigo, Borao, Navarro Ituren, Moret, Fernández de Vega y diversas personas de Zaragoza. En Tarazona se conservaban retratos suyos de los obispos Marrodán y Soldevilla, además de los del cardenal Benavides y del arzobispo Alda. En el Amparo y en el Hospicio había también retratos suyos del marqués de Casa-Jiménez y de Juan Tomás y Francisco Sierra. Realizó igualmente para el Ministerio de Ultramar un retrato del exministro Tomás Castellano.
Cultivó también la pintura de ornamentación, por ejemplo en los palacios del duque de Tamames y del marqués de Monistrol en Madrid, en el de Dorregaray en El Escorial, y en la capilla de San José de la iglesia de San Ginés de Madrid. Tras la muerte de Carlos Larraz, habría desempeñado la cátedra de colorido y composición de la Escuela de Bellas Artes. Gonzálvez, que al llegar a Zaragoza había instalado su estudio en la casa de la Infanta, falleció el 13 de noviembre de 1897 en dicha ciudad, dejando dos hijas y un hijo.